# Aloiampelos commixta
Espèce
Aloiampelos commixta est une espèce de plantes à fleurs de la famille des Asphodelaceae. C'est une rare plante succulente endémique de la péninsule du Cap, en Afrique du Sud. Elle n'existe à l'état naturel que sur la montagne de la Table, dans la ville du Cap.

## Description
Aloiampelos commixta est une plante rampante à plusieurs tiges, Cette plante dépasse rarement 1 m de hauteur, car ses tiges minces ont tendance à s'étaler sur le sol et sur les rochers.
Aloiampelos commixta fleurit à la fin de l'hiver (août et septembre). Une inflorescence robuste s'élève, portant des bourgeons érigés rougeâtres qui s'ouvrent en fleurs denses d'un jaune orange vif. Dans son habitat naturel, dans la végétation fynbos de la montagne de la Table, ses fleurs sont pollinisées par des oiseaux et des abeilles mellifères.
Les feuilles sont épaisses, charnues et régulières.
Aloiampelos commixta est facilement identifiable par ses feuilles succulentes droites et larges (qui ne sont pas recourbées vers le bas, comme c'est le cas pour de nombreuses autres espèces d’Aloiampelos), par ses tiges minces et tentaculaires, et par le racème subcapité unique et distinctif de ses fleurs. En particulier, ses fleurs sont beaucoup plus grandes que celles des autres espèces du genre et sont regroupées plus densément au sommet du racème.

## Répartition

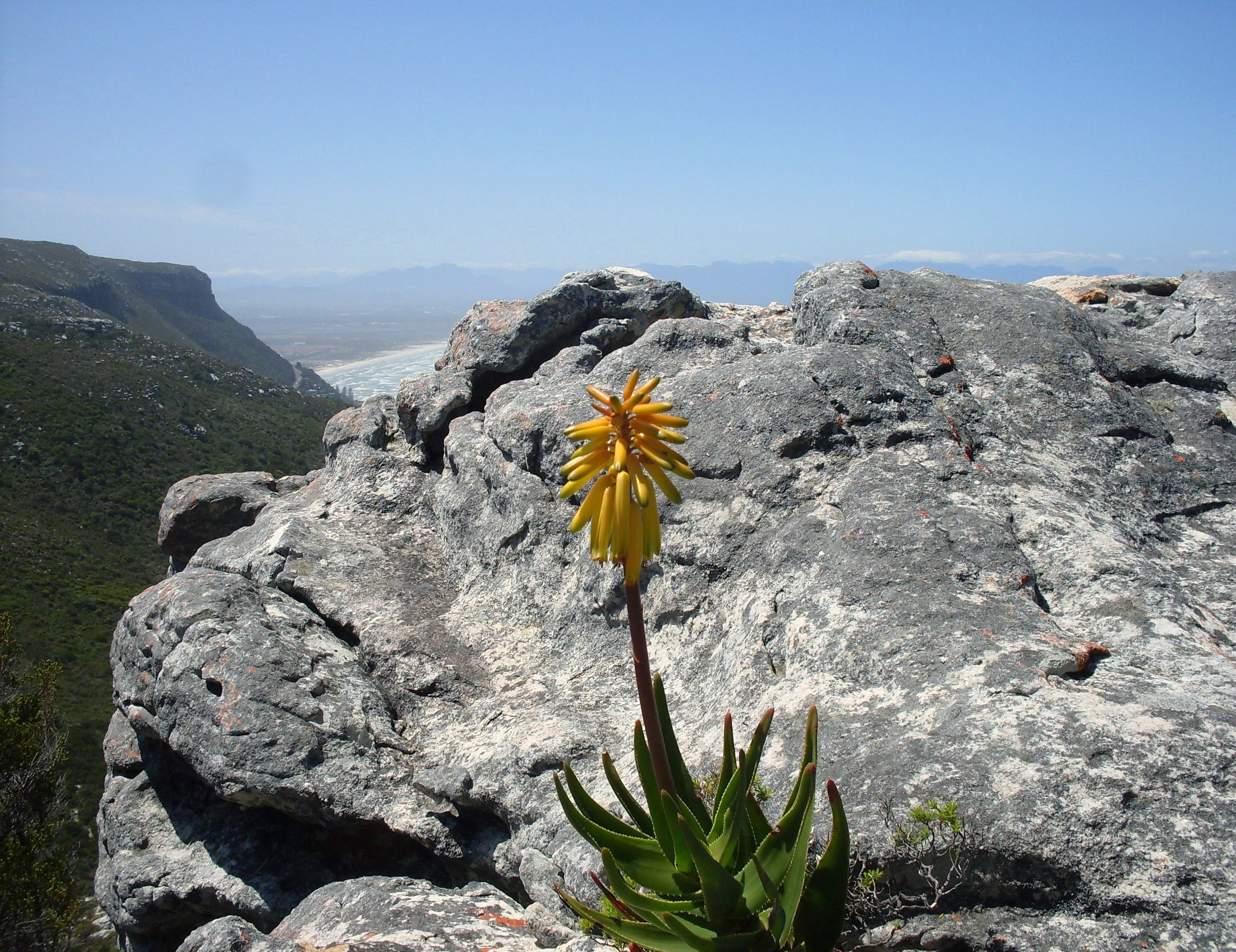
Aloiampelos commixta dans son habitat naturel.

Aloiampelos commixta est (endémique) et originaire  à la Péninsule du Cap. Dans cette minuscule aire de répartition naturelle, Aloiampelos commixta est particulièrement concentrée dans la région centrale de la péninsule, dans les environs de Kommetjie, Kalk Bay, Fishhoek, Simonstown et Miller's Point, bien que des populations plus petites et isolées existent ailleurs sur la chaîne de la montagne de la Table. Cette élégante petite plante est également l'un des trois seuls aloès et apparentés originaires de la ville du Cap (les autres étant Aloès succotrina et Aloès maculata).
Dans son habitat naturel, cette espèce est très résistante et survit au gel et au feu.
Parmi les autres espèces du genre, citons le grand et robuste Aloiampelos striatula des montagnes du Eastern Cape et Aloiampelos juddii, une petite espèce rare qui est confinée à quelques affleurements rocheux dans une ferme près du Cape Agulhas.

## Menaces et conservation

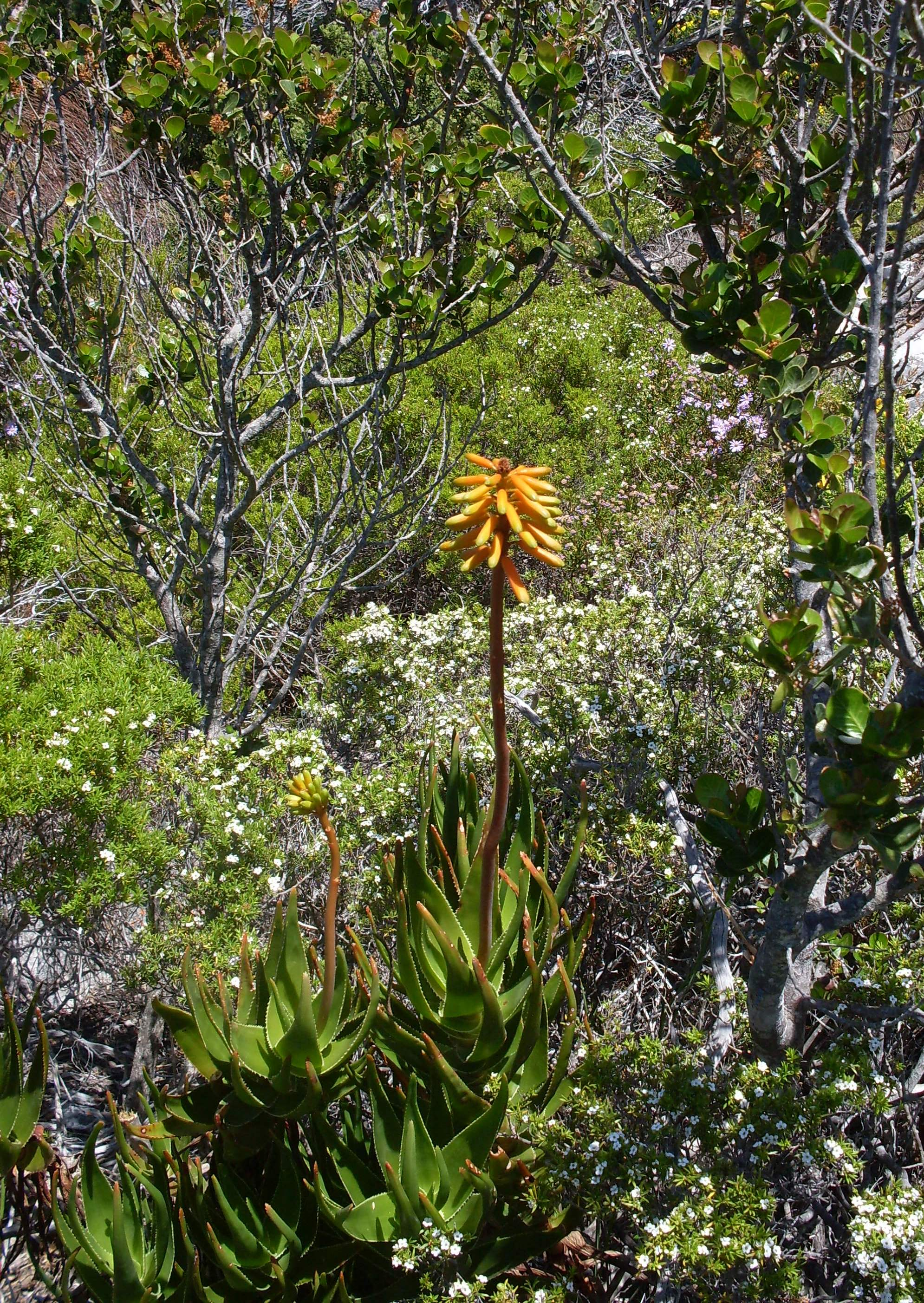
Dans « Peninsula Sandstone Fynbos ».

Cette espèce menacée est limitée à une très petite zone, entourée de banlieues au milieu d'une ville de 3,5 millions d'habitants. Cependant, la plupart des plantes connues se trouvent dans le parc national de la montagne de la Table et leur habitat élevé et inaccessible est généralement trop escarpé et rocheux pour être utilisé à des fins agricoles ou de développement.
La principale menace qui pèse sur cette espèce provient de plantes exotiques envahissantes, notamment « Rooikrans » (Acacia cyclops) d'Australie qui, jusqu'à récemment, recouvrait les pentes de la péninsule du Cap. Les parcs nationaux sud-africains ont désormais maîtrisé cette infestation et la zone retrouve peu à peu sa végétation naturelle. Cependant, le désherbage nécessitera plusieurs suivis, sinon le très envahissant Acacia cyclops reviendra rapidement et couvrira à nouveau ces pentes, menant Aloiampelos commixta (ainsi que d'autres espèces endémiques) à l'extinction.
Une menace plus mineure provient de l'augmentation du trafic humain sur la péninsule. Les plantes reposent au ras du sol et le moindre piétinement humain les tue. Elles sont également menacées par la cueillette illégale des collectionneurs de plantes.

## Culture

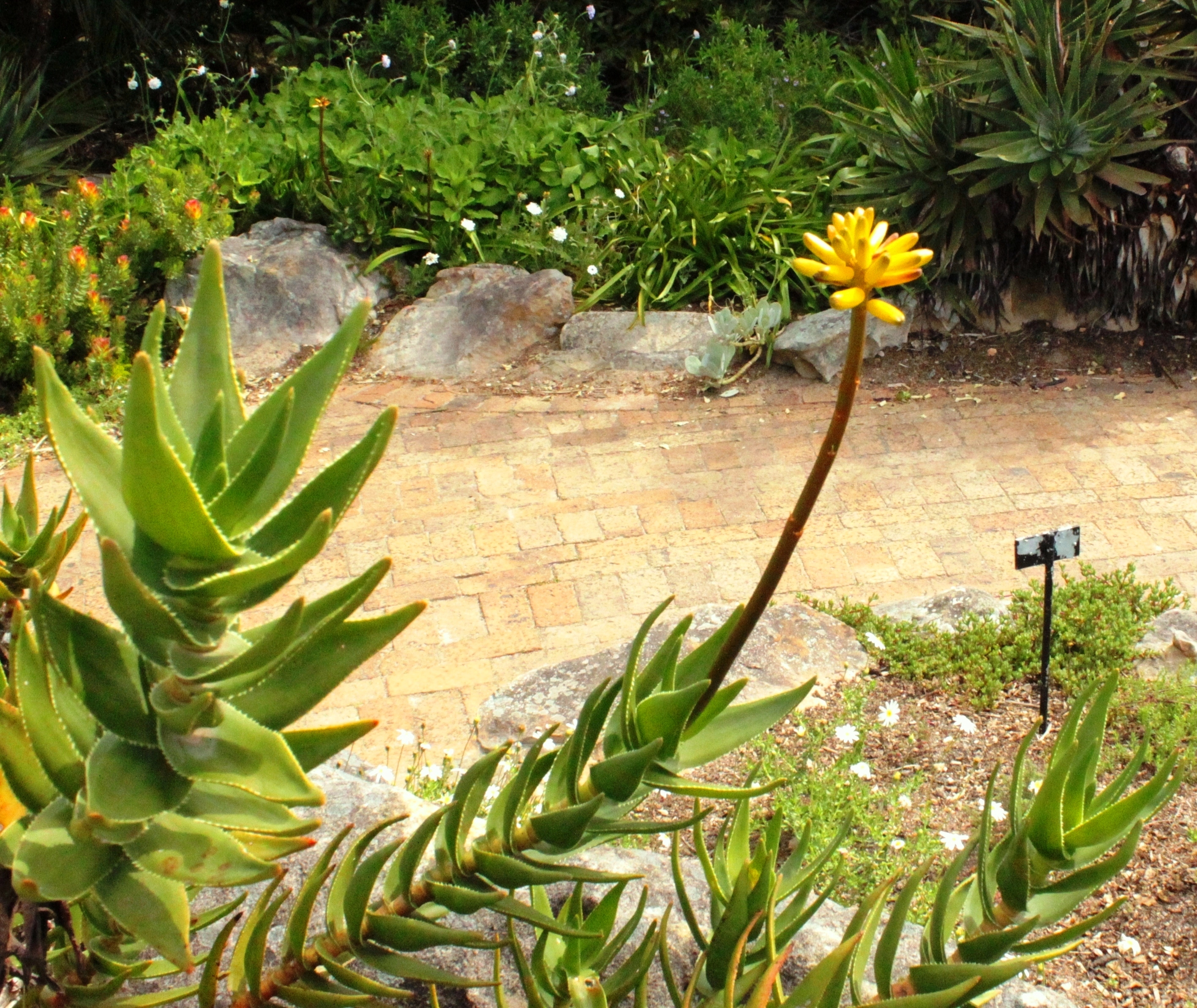
Un spécimen en culture dans un Cape Town fynbos du Cap.

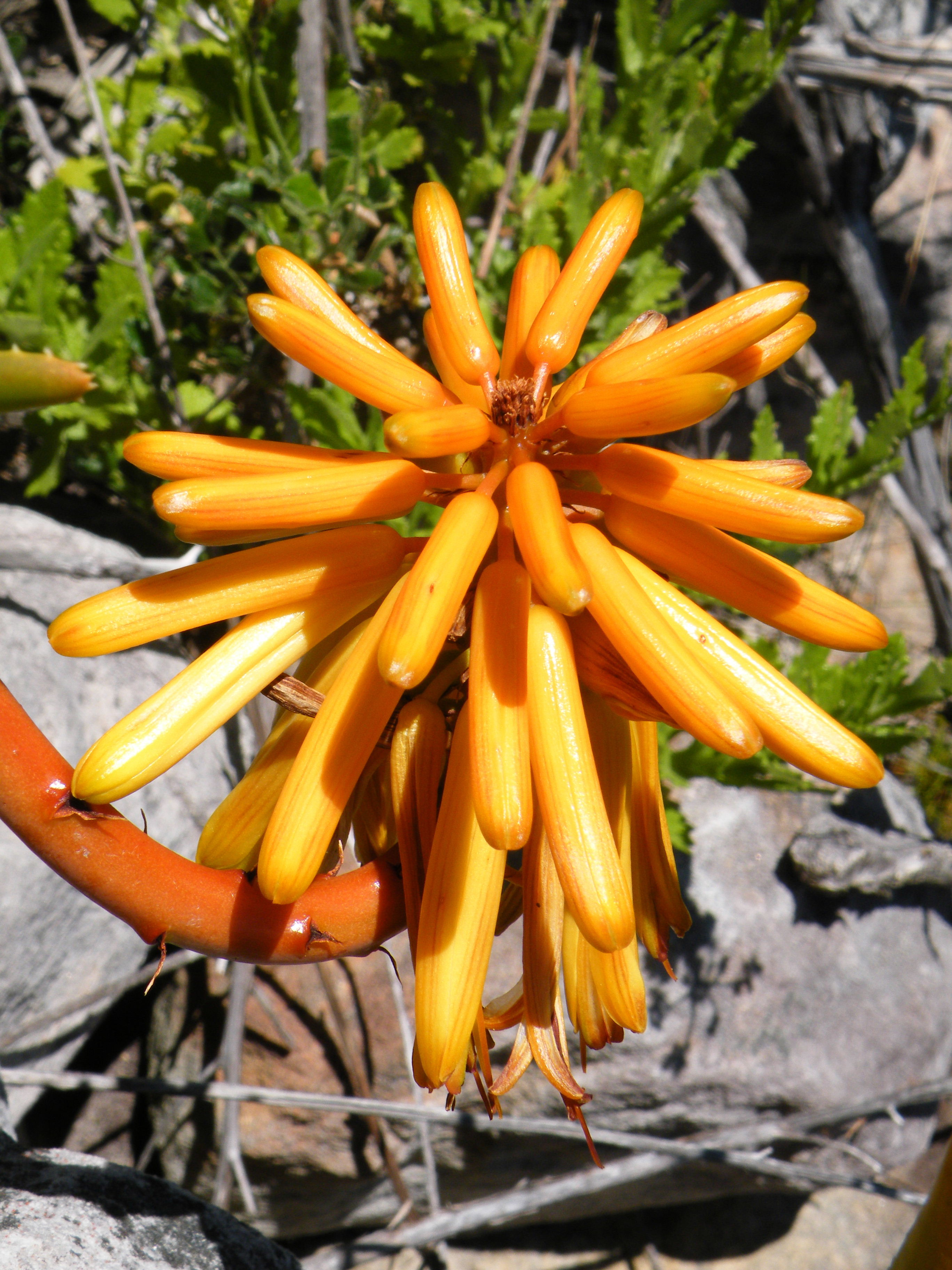
La couleur des fleurs peut varier entre le rouge-orange et le jaune vif.

Cette plante se développe dans le climat hivernal et pluvieux du Cap, auquel elle est parfaitement adaptée. Elle est donc difficile à cultiver en dehors d'un climat de type méditerranéen, et ne se plaît pas dans les zones tropicales ou à pluviosité estivale.
Elle peut survivre dans la plupart des types de sol, à l'exception des dunes de sable des plages côtières. Cependant, dans son habitat naturel, elle pousse normalement dans du sable légèrement acide. Contrairement à la plupart des membres de la tribu Aloeae, elle tolère également une légère semi-ombre.
Adaptée au climat de la ville du Cap, elle pousse naturellement très bien dans les jardins de la ville, où elle apporte son attrait sur les terrasses en pierre, ou sur les pentes rocailleuses et les rochers. Elle produit des fleurs orange ou jaune vif en hiver. Cela en fait une plante ornementale utile pour ajouter de la couleur au jardin à un moment de l'année où la plupart des autres plantes ne fleurissent pas.
Lorsque les tiges tentaculaires deviennent trop longues et désordonnées, il est préférable de tailler la plante (cela simule les effets d'un feu de brousse dans son habitat naturel). La plante repoussera plus dense et plus touffue qu'avant, et les boutures de cette plante précieuse peuvent alors être replantées (ou données à des collectionneurs de plantes).
Les boutures sont également le moyen le plus facile de propager Aloiampelos commixta. Laissez sécher les boutures pendant quelques jours, puis insérez-les simplement dans un sol sablonneux. Cette espèce possède des fleurs mâles et femelles sur chaque plante, mais une plante individuelle n'est pas autofertile. Les graines germent à mi-ombre, dans un sol frais (25-35 °C), bien drainé et légèrement acide.

## Utilisations traditionnelles
Cette plante était connue et utilisée à des fins médicinales par les Khoi, les plus anciens habitants connus du Cap. Plus tard, elle a été l'une des premières plantes cultivées par la Compagnie néerlandaise des Indes orientales dans ses « Jardins de la Compagnie ».
Les principes actifs censés être à l'origine des qualités médicinales de la plante sont les composés connus sous le nom d'aloïne (provenant de la sève) ainsi que des polysaccharides et des glycoprotéines complexes (provenant de la pulpe).

## Systématique
Le nom correct complet (avec auteur) de ce taxon est Aloiampelos commixta (A.Berger) Klopper & Gideon F.Sm..
L'espèce a été initialement classée dans le genre Aloe sous le basionyme Aloe commixta A.Berger.
Ce taxon porte en anglais le nom vernaculaire ou normalisé suivant : Table mountain aloe.
Aloiampelos commixta a pour synonyme :
- Aloe commixta A.Berger